# Röstchatt
Röstchatt är en form av konversation över internet där användare med hjälp av en mikrofon och en speciell mjukvara pratar med andra användare istället för som på en vanlig chatt att skriva meddelanden. Röstchatt fungerar ungefär som ett telefonsamtal, men kan ha högre grad av latens beroende på närverksbelastning och bandbredd.